# Iglesia de Sant Lliser (Alós de Isil)
La iglesia de San Licerio de Alós de Isil (Sant Lliser en catalán) es una iglesia románica en el pueblo de Alós de Isil del municipio de Alto Aneu (Pallars Sobirá).
La mayor parte de la iglesia actual es de factura barroca, pero conserva algunos elementos de la obra románica. Lo más notable es la portada situada en la fachada de mediodía con una rica ornamentación.
El portal, de finales del siglo XII, es muy parecida a la cercana de San Juan de Isil, presentando tres arquivoltas sobre columnas lisas y rodeadas por un guardapolvo. La arquivolta central está adornada con rosetas cercadas que alternan con unas piezas cilíndricas. Los capiteles representan rostros humanos que evocan la crítica de los vicios, y animales. A ambos lados por encima de la puerta hay esculpidas una pareja de figuras humanas cogidas por el brazo. Seguramente eran lápidas de la misma época pero incrustadas más tarde.
En el interior de la iglesia se conservan tres pilas, una bautismal y dos de aceite, datadas de la misma época que el portal. Su decoración se basa en motivos geométricos, vegetales y figuras humanas.
En el Museo Nacional de Arte de Cataluña se guarda un altar de madera policromado de principios del siglo XIII que se cree que procedía de esta iglesia.